# Deadmau5

deadmau5 (2014)

deadmau5 (* 5. Januar 1981 in Niagara Falls, Ontario; bürgerlicher Name Joel Thomas Zimmerman) ist ein kanadischer Musikproduzent, der vor allem in den Stilrichtungen Progressive House, Electro House und Deep House aktiv ist. Er hat ein eigenes Label namens mau5trap.
Markenzeichen und Logo von deadmau5 ist der Mau5head, den er als Maske bei Konzerten trägt.

## Leben und Karriere

deadmau5 ohne Maske (2008)

Zimmerman arbeitete in seiner Jugend zunächst in einem Computergeschäft und bastelte mit Trackern in seiner Freizeit bereits an elektronischer Musik. Ab 1998 arbeitete er als Co-Produzent bei einem Radiosender und nahm mit 22 Jahren eine Stelle als Software-Entwickler in Toronto an. Er begann im Jahr 2005 unter dem Namen deadmau5 Musik zu produzieren. 2006 veröffentlichte er seine bisher erfolgreichsten Singles Not Exactly und Faxing Berlin, die jedoch erst ein Jahr später in die DJ-Charts einsteigen konnten. So kam Not Exactly in den Jahrescharts der Deutschen Dance-Charts für 2007 auf Platz 37. Er war mit der Tattoo-Künstlerin Kat Von D liiert. Am 12. August 2017 heiratete er seine Langzeitfreundin Kelly Fedoni.
Im Juni 2020 trennten sich Deadmau5 und Kelly nach dreieinhalb Jahren Ehe.

## Auszeichnungen
2008 gewann Zimmerman gemeinsam mit Billy Newton-Davis den kanadischen Musikpreis Juno Award für den besten Dance-Track des Jahres mit dem Titel All U Ever Want. Bei den im selben Jahr erstmals ausgetragenen Beatport Music Awards, deren Preisträger von den Benutzern des bekannten Online-Musikshops für Elektronische Tanzmusik Beatport gewählt werden, war er mehrfach erfolgreich: so wurde er sowohl als bester Electro-House- als auch als bester Progressive-House-Künstler ausgezeichnet, seine Single Not Exactly gewann den Titel „Beste Single 2008“. Ebenfalls wurde er bei dieser Veranstaltung zur „einflussreichsten Person“ und zum „besten Produzenten“ der elektronischen Tanzmusik-Szene gewählt. 2008 wurde er von den Lesern der bekannten DJ-Zeitschrift DJ Magazine auf Platz 11 der beliebtesten DJs gewählt und ist damit bester Neueinsteiger. 2009 wählten ihn die Leser des DJ Magazine auf Platz 6, 2010 gar auf Platz 4.
2010 gewann er bei der Winter Music Conference die Auszeichnung als Best American DJ. Seine Single Ghosts ’n’ Stuff wurde zudem als Best Electro Track ausgezeichnet.

## Künstlername

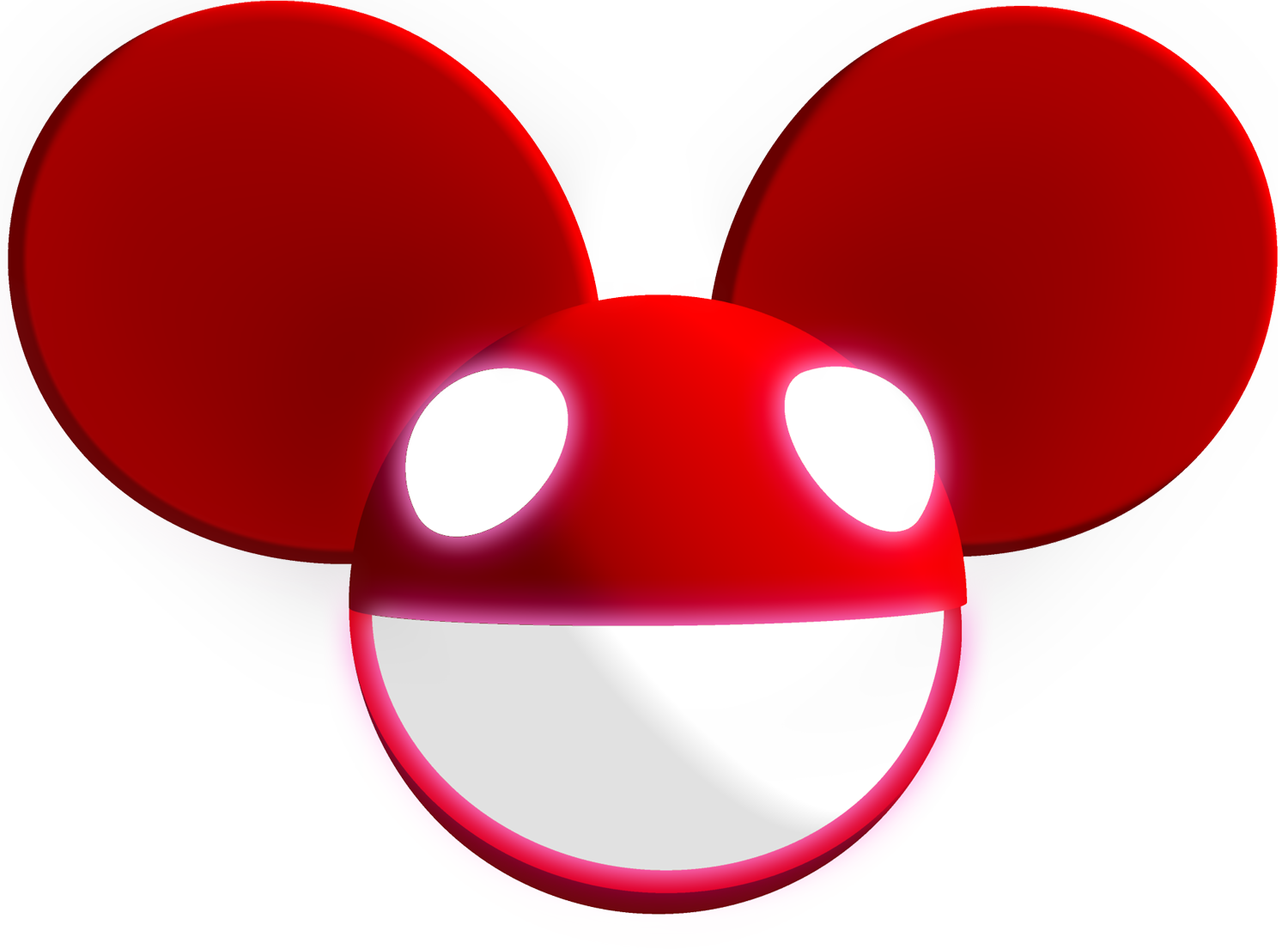
Logo und Maske von deadmau5

Die Idee für seinen Künstlernamen führt deadmau5 auf ein Ereignis zurück, bei dem er eine tote Maus in seinem Computer fand.

“I once smelled a bad smell in my room, and when looking into my PC I found a dead mouse skeleton in it. From that moment on, my friends called me "dead mouse". But in IRC your nickname can only be eight digits long, so I called myself "deadmau5", while the 5 means a S. And I just kept it.”

„Ich habe eines Tages wegen eines üblen Geruchs in meinen PC geschaut und fand das Skelett einer toten Maus. Von da an nannten mich meine Freunde „dead mouse“. Aber im IRC kann der Nickname nur maximal acht Zeichen lang sein, deshalb nannte ich mich dort „deadmau5“, wobei die 5 für S steht. Und dann habe ich es einfach beibehalten.“

Das „mau5“ in seinem Künstlernamen bedeutet „Maus“, das S wird als 5 geschrieben (wie im Leetspeak üblich), aber wie der Buchstabe ausgesprochen. Als Logo benutzt er einen stilisierten Mauskopf.
Zimmerman erstellte das ursprüngliche Logo namens „mau5head“, während er lernte, wie man 3D-Modellierungssoftware verwendet. Das Logo erscheint in vielen verschiedenen Farben und Designs und wurde auf den Coverbildern der meisten Alben von ihm gezeigt. Die Idee, einen Helm zu tragen, der auf dem Logo basiert, kam ihm von einem seiner Freunde, Jay Gordon von der Industrial-Metal-Band Orgy. In einem Interview mit CBC Television sagte Joel Zimmerman, dass er möchte, dass sein Logo eine „Ikone“ wird. Fans besuchen deadmau5-Konzerte oft mit ihrer eigenen Kopie oder Modifikation des mau5heads.
Er erstellte seine Website und begann 2002, Songs auf SectionZ hochzuladen und unter dem Pseudonym „deadmau5“ zu produzieren.

## Videospiele
In der Erweiterung „Reaper of Souls“ für das Videospiel Diablo 3 gibt es ein Amulett mit Namen „Halcyons Aufstieg“, welches der deadmau5-Maske ähnelt. Zudem lässt es Gegner für ein paar Sekunden herumhüpfen, wenn man eine spezielle Fertigkeit aktiviert. Außerdem gibt es zu diesem Amulett ein Zitat: „Raise your weapon, raise your weapon … and it’s over“, welches an seinen Song „Raise Your Weapon“ anlehnt.
Auch in Goat Simulator bekommt er einen Auftritt. Auf dem Dach eines Wolkenkratzers ist Deadmau5 als DJ mit seiner Maske vor dem Mischpult zu sehen, vor ihm eine tanzende Menge von Menschen.
In einem Spiel der Videospielreihe GTA (Grand Theft Auto: Chinatown Wars) gibt es einen Radiosender, der seinen Namen trägt und einen Mix von ihm in Endlosschleife abspielt.
In dem Spiel Rocket League gibt es den „Mau5head“ als Dachaufsatz und als Antenne.
Außerdem hat er in dem Spiel Minecraft als einzige Person zusätzliche Ohren an seinem Skin, welche seinen Kopf zu der bekannten Maske erweitern.
Im Film Runner Runner von Brad Furman aus dem Jahr 2013 tauchte deadmau5 am Mischpult mit seiner Maske in einer Szene auf, während der Schauspieler Justin Timberlake als Richie Furst sich auf einem Event in Costa Rica auf die Suche nach dem Protagonisten Ivan Block, Inhaber einer Online Poker-Webseite, gespielt von Ben Affleck, macht.
Zudem hat er im Videospiel Watch Dogs (2014) als Alter Ego („Defalt“ mit einem Rattenkopf) einen Auftritt als DJ und Hacker der gegnerischen Partei.
Das Spiel Dota 2 bietet seit dem 23. Juli 2015 eine gesamte musikalische Neugestaltung mit dem „deadmau5 dieback music pack“ an.
Am 8. Mai 2020 fand in Fortnite ein mehrteiliges virtuelles Konzert von Dillon Francis, Steve Aoki und Deadmau5 selbst statt, um die vollständige Veröffentlichung des Spielmodus „Party Royale“ zu feiern.
Im Metaverse The Sandbox hat deadmau5 seit 2021 virtuelles Land für seine Auftritte.
Auf der Gamescom 2021 hatte deadmau5 für das Metaverse Core von Epic Games geworben. Ein Spiel mit einem sogenannten „game creation system“, was bedeutet, dass Nutzer selbst ihre eigene Spiele erstellen und auf Core veröffentlichen können, worauf jeder anderer Nutzer zugreifen und dort ebenfalls mit anderen online spielen kann. deadmau5 selbst hatte seine Welt bei der Gamescom vorgestellt. Er trägt den Namen „Oberhasl1“.
Im November 2024 wirkte deadmau5 am Spiel World of Tanks Blitz mit und führte Panzer und Quests im Deadmau5-Stil ein. Außerdem veröffentlichte er den Song „Familiars“ im Spiel.
Im Mai 2025 veröffentlichten Zimmerman und die Oberhasli Studios das Videospiel „Meowingtons Simulator“. Im Mittelpunkt des Spiels steht die Steuerung von deadmau5's verstorbener Katze "Meowingtons" mit Ragdoll-Physik, die mit Musik synchronisiert ist.

## Diskografie

### Alben
| Jahr | Titel                     | Höchstplatzierung, Gesamtwochen, AuszeichnungChartplatzierungen (Jahr, Titel, Platzierungen, Wochen, Auszeichnungen, Anmerkungen) | Höchstplatzierung, Gesamtwochen, AuszeichnungChartplatzierungen (Jahr, Titel, Platzierungen, Wochen, Auszeichnungen, Anmerkungen) | Höchstplatzierung, Gesamtwochen, AuszeichnungChartplatzierungen (Jahr, Titel, Platzierungen, Wochen, Auszeichnungen, Anmerkungen) | Höchstplatzierung, Gesamtwochen, AuszeichnungChartplatzierungen (Jahr, Titel, Platzierungen, Wochen, Auszeichnungen, Anmerkungen) | Höchstplatzierung, Gesamtwochen, AuszeichnungChartplatzierungen (Jahr, Titel, Platzierungen, Wochen, Auszeichnungen, Anmerkungen) | Höchstplatzierung, Gesamtwochen, AuszeichnungChartplatzierungen (Jahr, Titel, Platzierungen, Wochen, Auszeichnungen, Anmerkungen) | Anmerkungen                              |
| Jahr | Titel                     | DE | AT | CH | UK | US | CA | Anmerkungen                              |
| ---- | ------------------------- | --- | --- | --- | --- | --- | --- | ---------------------------------------- |
| 2008 | Random Album Title        | — | — | — | UK31 Gold · (6 Wo.)UK | — | CA— GoldCA | Erstveröffentlichung: 2. September 2008  |
| 2008 | At Play                   | — | — | — | — | US163 (1 Wo.)US | — | Erstveröffentlichung: 20. Oktober 2008   |
| 2009 | For Lack of a Better Name | — | — | — | UK19 Gold · (3 Wo.)UK | — | CA62 Gold · (… Wo.)CA | Erstveröffentlichung: 22. September 2009 |
| 2010 | 4x4=12                    | — | — | CH56 (2 Wo.)CH | UK48 Gold · (6 Wo.)UK | US47 Gold · (66 Wo.)US | CA7 Platin · (8 Wo.)CA | Erstveröffentlichung: 6. Dezember 2010   |
| 2012 | Album Title Goes Here     | DE39 (1 Wo.)DE | AT24 (2 Wo.)AT | CH18 (4 Wo.)CH | UK9 (3 Wo.)UK | US6 (14 Wo.)US | CA2 Gold · (5 Wo.)CA | Erstveröffentlichung: 21. September 2012 |
| 2014 | while(1<2)                | DE31 (1 Wo.)DE | AT36 (1 Wo.)AT | CH25 (5 Wo.)CH | UK14 (2 Wo.)UK | US9 (5 Wo.)US | CA5 (4 Wo.)CA | Erstveröffentlichung: 17. Juni 2014      |
| 2014 | 5 Years of mau5           | — | — | CH95 (1 Wo.)CH | UK— SilberUK | US105 (2 Wo.)US | CA23 (1 Wo.)CA | Erstveröffentlichung: 24. November 2014  |
| 2016 | W:/2016ALBUM/             | — | — | CH84 (1 Wo.)CH | — | US74 (1 Wo.)US | CA37 (1 Wo.)CA | Erstveröffentlichung: 2. Dezember 2016   |
| 2018 | mau5ville: Level 1        | — | — | — | — | — | CA78 (1 Wo.)CA | Erstveröffentlichung: 13. Juli 2018      |

Weitere Alben
- 2005: Get Scraped
- 2006: Vexillology – Play Digital
- 2007: Full Circle – Play Digital
- 2009: It Sounds Like
- 2009: At Play Vol. 2
- 2010: At Play Vol. 3
- 2012: At Play Vol. 4
- 2013: At Play in the USA Vol. 1
- 2013: We Are Friends Vol. 2
- 2015: At Play Vol. 5
- 2017: stuff i used to do
- 2018: Where’s the drop?
- 2018: mau5ville: Level 2
- 2019: mau5ville: Level 3
- 2019: Here’s the Drop!
- 2023: Kx5

### Singles (Auswahl)
| Jahr | Titel Album                                 | Höchstplatzierung, Gesamtwochen, AuszeichnungChartplatzierungen (Jahr, Titel, Album, Platzierungen, Wochen, Auszeichnungen, Anmerkungen) | Höchstplatzierung, Gesamtwochen, AuszeichnungChartplatzierungen (Jahr, Titel, Album, Platzierungen, Wochen, Auszeichnungen, Anmerkungen) | Höchstplatzierung, Gesamtwochen, AuszeichnungChartplatzierungen (Jahr, Titel, Album, Platzierungen, Wochen, Auszeichnungen, Anmerkungen) | Höchstplatzierung, Gesamtwochen, AuszeichnungChartplatzierungen (Jahr, Titel, Album, Platzierungen, Wochen, Auszeichnungen, Anmerkungen) | Anmerkungen                                                     |
| Jahr | Titel Album                                 | CH | UK | US | CA | Anmerkungen                                                     |
| --- | ------------------------------------------- | --- | --- | --- | --- | --------------------------------------------------------------- |
| 2008 | Move For Me –                               | — | — | — | CA66 Gold · (16 Wo.)CA | Erstveröffentlichung: 14. Mai 2008 Kaskade feat. Deadmau5       |
| 2008 | I Remember Random Album Title               | — | UK14 Platin · (20 Wo.)UK | — | CA— GoldCA | Erstveröffentlichung: 15. September 2008 feat. Kaskade          |
| 2008 | Ghosts ’n’ Stuff For Lack of a Better Name  | — | UK12 Gold · (9 Wo.)UK | US— ×2Gold + Doppelplatin (ohne Rob Swire)US                                                                                             | CA53 ×3Dreifachplatin · (20 Wo.)CA | Erstveröffentlichung: 27. Oktober 2008 feat. Rob Swire          |
| 2010 | Animal Rights 4x4=12                        | — | UK72 (2 Wo.)UK | — | — | Erstveröffentlichung: 27. September 2010 feat. Wolfgang Gartner |
| 2010 | Sofi Needs a Ladder 4x4=12                  | — | UK68 (1 Wo.)UK | — | CA73 Platin · (7 Wo.)CA | Erstveröffentlichung: 25. Oktober 2010 feat. Sofi               |
| 2011 | Raise Your Weapon 4x4=12                    | — | — | US100 (1 Wo.)US | CA93 Platin · (1 Wo.)CA | Erstveröffentlichung: 30. Mai 2011                              |
| 2011 | Aural Psynapse –                            | — | — | — | CA38 Gold · (2 Wo.)CA | Erstveröffentlichung: 14. November 2011                         |
| 2012 | The Veldt Album Title Goes Here             | CH68 (1 Wo.)CH | UK68 (2 Wo.)UK | — | CA24 Platin · (20 Wo.)CA | Erstveröffentlichung: 30. April 2012 feat. Chris James          |
| 2012 | Professional Griefers Album Title Goes Here | — | UK81 (1 Wo.)UK | — | CA66 (1 Wo.)CA | Erstveröffentlichung: 27. August 2012 feat. Gerard Way          |
| 2014 | Avaritia while(1<2)                         | — | — | — | CA92 (1 Wo.)CA | Erstveröffentlichung: 19. Mai 2014                              |
| 2014 | Phantoms Can’t Hang while(1<2)              | — | — | — | CA78 (1 Wo.)CA | Erstveröffentlichung: 2014                                      |
| 2014 | Seeya while(1<2)                            | — | — | — | CA20 Platin · (20 Wo.)CA | Erstveröffentlichung: 9. Juni 2014 feat. Colleen D’Agostino     |
| Folgende Lieder erschienen nicht als Single, wurden aber durch das Album zum Download und Streaming bereitgestellt und konnten somit eine Platzierung erlangen: |                                             | | | | |                                                                 |
| |                                             | | | | |                                                                 |
| 2010 | Right This Second 4x4=12                    | — | UK100 (1 Wo.)UK | — | CA79 (1 Wo.)CA |                                                                 |
| 2010 | A City in Florida 4x4=12                    | — | — | — | CA83 (1 Wo.)CA |                                                                 |
| 2012 | Superliminal Album Title Goes Here          | — | — | — | CA91 (1 Wo.)CA |                                                                 |

Weitere Singles
- 2009: Bot/Some Kind of Blue
- 2009: Strobe (UK: Silber)
- 2010: Some Chords
- 2011: HR 8938 Cephei
- 2012: Maths
- 2013: Telemiscommunications (feat. Imogen Heap)
- 2013: Suckfest9001[19]
- 2016: Snowcone
- 2016: Saved
- 2016: Let Go
- 2019: Satrn
- 2019: Coasted
- 2020: Bridget by a Lightwave (feat. Kiesza)
- 2021: Hypnocurrency (feat. Rezz)
- 2022: Escape (feat. Kaskade und Hayla)
- 2022: XYZ
- 2022: My Heart Has Teeth (feat. Skylar Grey)
- 2022: Take Me High (feat. Kaskade)
- 2022: Alive (feat. Kaskade und The Moth & The Flame)

### Videoalben
- 2010: deadmau5: Live at Earl’s Court (CA: Gold)
- 2012: Meowingtons Hax 2k11: Toronto

## Auszeichnungen

### Preise
Juno Awards
- 2008 Dance Recording of the Year, All U Ever Want mit Billy Newton-Davis.
- 2009 Dance Recording of the Year, Random Album Title.
- 2010 Dance Recording of the Year, For Lack of a Better Name.
- 2011 Dance Recording of the Year, Sofi Needs a Ladder

Beatport Music Awards
- 2008 Bester Electro House Künstler.
- 2008 Bester Progressive House Künstler.
- 2008 Beste Single, Not Exactly.
- 2008 Bester Remix, 3. Platz, Burufunk vs. Carbon Community – Community Funk (Deadmau5 Remix).
- 2009 Bester Electro House Künstler.
- 2009 Bester Progressive House Künstler.

DJ Awards
- 2008 Bester Electro House Künstler
- 2010 Bester Electro House Künstler
- 2010 Bester Internationaler DJ
- 2011 Bester Electro House Künstler

DJmag.com Top 100 DJs Poll
- 2008 Bester Neueinsteiger, 11.-bester DJ
- 2009 6.-bester DJ
- 2010 4.-bester DJ
- 2011 4.-bester DJ
- 2012 5.-bester DJ
- 2013 12.-bester DJ
- 2014 16.-bester DJ
- 2015 25.-bester DJ
- 2016 31.-bester DJ
- 2017 49.-bester DJ
- 2018 59.-bester DJ
- 2019 71.-bester DJ
- 2020 64.-bester DJ
- 2021 52.-bester DJ
- 2022 65.-bester DJ
- 2023 65.-bester DJ
- 2024 67.-bester DJ

International Dance Music Awards (IDMA)
- 2010 Bester Künstler (Solo)
- 2010 Bester kanadischer DJ
- 2010 Bester Electro Track, Ghosts ’N’ Stuff

### Nominierungen
- 2008 Juno Dance Recording of the Year, After Hours mit Melleefresh.
- 2008 Beatport Music Awards Bester Remix 2007, Burufunk and Carbon Community’s Community Funk (Deadmau5 Remix).
- 2009 Grammy Awards, Best Remixed Recording, Non-Classical, The Longest Road (Deadmau5 Remix) by Morgan Page feat. Lissie.
- 2009 Juno Dance Recording of the Year, Move for Me mit Kaskade.
- 2009 Juno Dance Recording of the Year, Random Album Title.
- 2010 International Dance Music Award, Best Progressive/Tech Track, Strobe.
- 2010 International Dance Music Award, Best Global DJ.
- 2010 International Dance Music Award, Best Producer.
- 2010 International Dance Music Award, Best Video, Ghosts ’N’ Stuff (Regie Colin O’Toole).
- 2012 Grammy Awards, Best Dance Recording, Raise Your Weapon – Deadmau5 featuring Greta Svabo Bech.
- 2012 Grammy Awards, Best Dance-/Electronica Album, 4x4=12 – Deadmau5
- 2012 Grammy Awards, Best Remixed Recording, Non-Classical, Rope (Deadmau5 Mix) von den Foo Fighters.
- 2013 Grammy Awards, Bestes Dance-/Electronica-Album, Album Title Goes Here – Deadmau5.
- 2013 Grammy Awards, Best Remixed Recording, Non-Classical, The Veldt (Tommy Trash Remix) – Deadmau5 featuring Chris James.
- 2015 Grammy Awards, Best Dance-/Electronica-Album, While (1<2).
- 2015 Juno Awards, Artist of the Year.
- 2018 Shorty Awards, Twitch Streamer of the Year.
- 2022 Juno Awards, Dance Recording of the Year, Hypnocurrency featuring Rezz
- 2024 Grammy Awards, Best Dance-/Electronica-Album, Kx5.